# Kjell Magne Bondevik
Kjell Magne Bondevik (Molde, 1947. szeptember 3. –) norvég evangélikus lelkész és kereszténydemokrata politikus, Norvégia korábbi miniszterelnöke.

## Pályafutása
1979-ben szentelték lelkésszé a Norvég Államegyházban. 1973-tól 2005-ig a Storting képviselője volt a Keresztény Néppárt színeiben, ezalatt több alkalommal frakcióvezető, valamint 1983-1995 között a párt elnöke. Több különböző miniszteri posztot is betöltött.
1997 és 2000 között a hárompárti koalíciós kormány vezetője volt. 1998-ban nyilvánosságra hozta, hogy mentális betegségben szenved, így egy ideig Anne Enger Lahnstein helyettesítette.
Másodszor 2001-ben került a kormányfői székbe, és bár reformjai nyomán az ország gazdasága felpörgött, 2005-ben a koalíció elveszítette a választást. A vereség után Bondevik visszavonult az országos politikától.

## Családja
Nős, felesége Bjørg Bondevik (szül. Rasmussen). Három gyermekük van. Unokatestvére Odd Bondevik püspök.

## Fordítás
- Ez a szócikk részben vagy egészben az Kjell Magne Bondevik című angol Wikipédia-szócikk ezen változatának fordításán alapul.  Az eredeti cikk szerkesztőit annak laptörténete sorolja fel. Ez a jelzés csupán a megfogalmazás eredetét és a szerzői jogokat jelzi, nem szolgál a cikkben szereplő információk forrásmegjelöléseként.